# Uladzimir Karvat
Uładzimir Mikalaevič Karvat (Bielorruso: Уладзімір Мікалаевіч Карват) (28 de noviembre de 1959-23 de mayo de 1996) fue un piloto de la Fuerza Aérea Bielorrusa y fue el primer concesionado con el título de Héroe de Bielorrusia.
Karvat fue honrado luego de su muerte por sus acciones heroicas, las cuales tomaron lugar el 21 de noviembre de 1996, cuando su avión de entrenamiento (un Sujoi Su-27p) se prendió fuego. Aun cuando se le dio la orden de eyectar el avión, que se dirigía directamente hacia un área poblada, Karvat dirigió el avión hasta que se desplomó a 1 kilómetro del área de Hacišča. El presidente Alexander Lukashenko publicó el Decreto Número 484, ese día, concesionando a Karvat con el título de Héroe de Bielorrusia. El decreto indicaba: "Por el heroísmo en el desempeño del deber militar premiamos al Teniente Coronel Uladzímir Karvat con el titulo de Héroe de Bielorrusia" (luego de su muerte).